# اس‌اس جرونیمو
اس‌اس جرونیمو (به انگلیسی: SS Geronimo) یک کشتی بود که طول آن ۴۴۱ فوت ۶ اینچ (۱۳۴٫۵۷ متر) بود. این کشتی در سال ۱۹۴۳ ساخته شد.